# Mats Gunnarsson
För musikern med samma namn, se Mats ”Magic” Gunnarsson (1962–2014)
Mats Erik Gunnarsson, född 31 maj 1962 i Älvsbyn, Norrbottens län, är en svensk politiker (i Miljöpartiet de gröna) och tidigare generalsekreterare för Sveriges landsråd för alkohol- och narkotikafrågor. 
Gunnarsson är sedan 2011 regionråd (tidigare landstingsråd) i Region Örebro län och delar sin tjänst med Miljöpartiets andra regionråd Catrin Steen. Sedan 2014 är han ordförande i Region Örebro läns nämnd för samhällsbyggnad där Länstrafiken i Örebro län ingår.
Han har även varit partiföreträdare för miljöpartiet i Kumla kommun och suttit i deras kommunfullmäktige och kommunstyrelse.
Gunnarsson har tidigare varit ordförande 1991–1993 för Ungdomens nykterhetsförbund och efterträdde då Peter Axelsson. Mats Gunnarsson har också varit föreståndare för Saxenborgs kursgård där UNF-förbundet var majoritetsägare. Vidare har han varit politisk sekreterare för Miljöpartiet i Örebro kommun.